# Nosaby kyrka
Nosaby kyrka är en kyrkobyggnad i Nosaby. Den är församlingskyrka i Nosaby församling i Lunds stift.

## Kyrkobyggnaden
Innan den nuvarande kyrkan byggdes stod här en stenkyrka från 1100-talet. Den gamla kyrkan hade med tiden betraktats som för liten, och församlingen ville bygga en ny kyrka. En ny kyrka hade diskuterats sedan mitten av seklet, men först 1871 kunde Kungl. Maj:t och församlingen komma överens om en byggnad i nygotisk stil efter ritningar av Helgo Zettervall. Kyrkan kunde invigas vid pingst 1875.
Kyrkan består av ett treskeppigt långhus med rakt kor i öster och kyrktorn i väster. Korsarmar sträcker sig ut från långhusets södra och norra sidor. Öster om koret finns en vidbyggd femsidig sakristia som är lägre än långhuset.
Erik Jerken har målat ett fönster som är placerat ovanför altaret 1937. Det består av sju cirklar med motiv ur Jesu liv. I centrum står korsfästelsen.

## Inventarier
Få inventarier finns bevarade från den ursprungliga kyrkan.
Den åttakantiga dopfunten tillverkades år 1875 av polerad ljus ek med ett dopfat som troligen härstammar från 1549.
Kyrkan har två kyrkklockor. Den större omgöts 1772 och har tre ornamentsbårder, två bredare vid halsen och en smalare vid slagringen. Den mindre omgöts 1778 och har en palmettbård vid halsen. Båda har gjutits av en klockgjutare vid namn Abraham Palmberg som var verksam i Kristianstad.
Predikstolen av ljus ek har en sexsidig korg och saknar ljudtak. På korgens bildfält finns snidade figurer som föreställer de fyra evangelisterna: Matteus, Marcus, Lukas och Johannes.
- Flygeln inköptes 1975 och har märket Schimmel.

### Orgel
- 1848 byggde Johan Magnus Blomqvist en orgel med 10 stämmor. Orgeln flyttades senare till Finja kyrka.
- 1875 byggde Knud Olsen, Köpenhamn en orgel med 14 stämmor.
- 1929 byggde A. Mårtenssons Orgelfabrik AB, Lund en orgel.
- Den nuvarande läktarorgeln byggdes 1962 av A. Mårtenssons Orgelfabrik AB, Lund och är en mekanisk orgel. Den har 19 stämmor fördelat på två manualer, den sammankopplades med en digital orgel från Allen Organ Company med 51 stämmor och annonserad invigning 17 november 2013.[1][2]

| Huvudverk I   | Svällverk II        | Pedal            | Koppel |
| Gedackt 8'    | Spetsgamba 8´       | Subbas 16´       | I/P    |
| Principal 4'  | Rörflöjt 4'         | Principal 8'     | II/P   |
| Kvintadena 4' | Principal 2'        | Gedacktpommer 8' | II/I   |
| Waldflöjt 2'  | Nasat 1 1/3'        | Koppelflöjt 2'   |        |
| Mixtur 4 chor | Sesquialtera 2 chor | Fagott 16'       |        |
| Dulcian 8'    | Cimbel 2 chor       | Skalmeja 4'      |        |
|               | Crescendosvällare   |                  |        |

#### Kororgel
- En kororgel byggdes 1984 av A. Mårtenssons Orgelfabrik AB, Lund och är en mekanisk orgel.

| Manual            | Pedal   |
| Gedackt 8'        | Bihängd |
| Rörpommer 4'      |         |
| Principal 2'      |         |
| Nasat 1 1/3'      |         |
| Crescendosvällare |         |

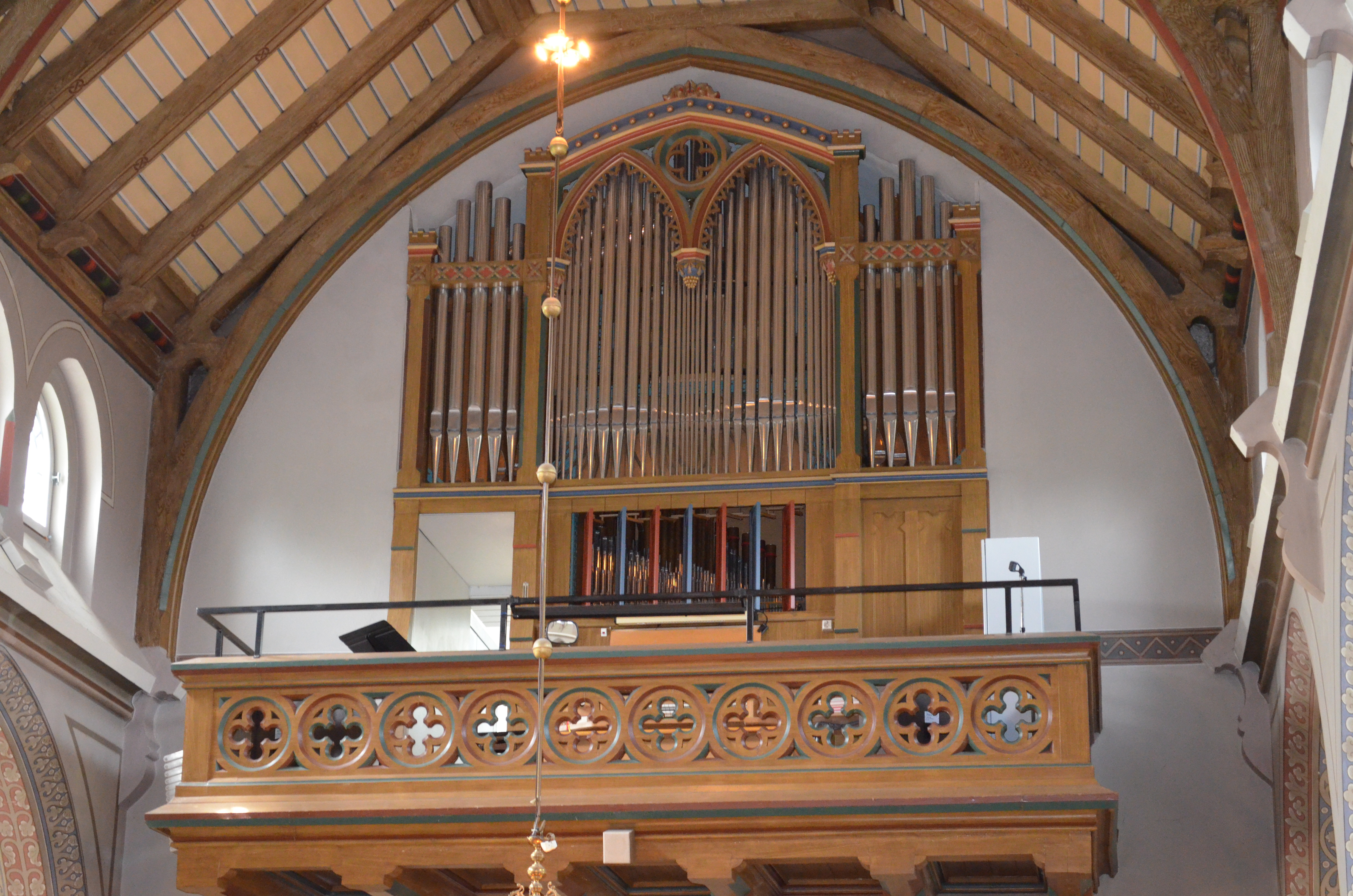
Nosaby kyrkorgel

- Nosaby kyrkorgelDen nuvarande kororgeln byggdes 1990 av Walter Thür Orgelbyggen i Torshälla. Den har sex stämmor på en manual.